# Dwight Anderson
Dwight Anthony Anderson (Dayton, Ohio, 28 de diciembre de 1960-Ib., 5 de septiembre de 2020) fue un baloncestista estadounidense que jugó una temporada en la NBA. Con 1,90 metros de altura, jugaba en la posición de escolta.

## Trayectoria deportiva

### Universidad
Tras disputar en 1978 el prestigioso McDonald's All American Game,  jugó durante dos temporadas con los Wildcats de la Universidad de Kentucky, en las que promedió 12,0 puntos y 2,1 rebotes por partido, antes de ser transferido a los USC de la Universidad del Sur de California, donde jugó otras dos temporadas, en las que promedió 19,8 puntos y 5,2 rebotes por partido. En su última temporada fue incluido en el mejor quinteto de la Pacific-10 Conference.

### Profesional
Fue elegido en la cuadragésimo primera posición del  Draft de la NBA de 1982 por Washington Bullets, pero antes del comienzo de la temporada el equipo renunció a sus derechos. A finales de año firmó un contrato por diez días con Denver Nuggets donde jugó 5 partidos en los que promedió 4,2 puntos.
Aunque intentó en varias ocasiones volver a jugar, sus problemas con el alcohol y las drogas terminaron con su carrera deportiva.

## Estadísticas de su carrera en la NBA

### Temporada regular
| Temporada | Edad | Equipo         | Liga | P | TIT | MIN | TC  | TCA | %TC  | 3P  | 3PA | %3P | TL  | TLA | %TL  | R.OF. | R.DEF. | REB | ASIS | ROB | TAP | PER | FP  | PTS |
| 1982-83   | 22   | Denver Nuggets | NBA  | 5 | 0   | 6.6 | 1.4 | 2.8 | .500 | 0.0 | 0.0 |     | 1.4 | 2.0 | .700 | 0.0   | 0.4    | 0.4 | 0.6  | 0.2 | 0.0 | 1.0 | 1.4 | 4.2 |
| Total     |      |                | NBA  | 5 | 0   | 6.6 | 1.4 | 2.8 | .500 | 0.0 | 0.0 |     | 1.4 | 2.0 | .700 | 0.0   | 0.4    | 0.4 | 0.6  | 0.2 | 0.0 | 1.0 | 1.4 | 4.2 |